# Bedivere
Sir Bedivere (auch Bedwyr fab Bedrawg ['bedwir vaːb 'bedraug] oder Bedwere) ist eine Sagenfigur der mittelalterlichen Artusromane. Die Figur erscheint schon in den frühesten Erzählungen rund um den Anführer der Tafelrunde von König Artus.

## Mythologie
Bedivere gilt als einer der zwölf Ritter der Tafelrunde. In der vermutlich ältesten überlieferten Arthursage Pa ŵr yw’r porthor? („Wer ist der Torwächter?“) ist Bedwyr einer der Begleiter von König Arthur und wird Zeuge des Streites zwischen diesem und dem Torwächter Glewlwyd Gafaelfawr. Bedwyr wird hier als bester Freund des Tafelrunden-Ritters Cei fab Cynyr genannt, mit dem gemeinsam er alle Abenteuer bestreitet. So kämpft er an der Seite des Königs und zusammen mit seinem unzertrennlichen Partner Cei in der Sage Mal y kavas Kulhwch Olwen („Wie Kulhwch Olwen errungen hat“), um die Aufgaben zu erfüllen, die der Riese Ysbaddaden Arthurs Schützling Kulhwch gestellt hat. Beim Raub von Dyrnwchs Kessel ergreift er ihn trotz dessen Widerstand.
Nach dem [erneuten] Nein stand Bedwyr auf, ergriff den Kessel und gab ihm dem Hyggwydd, einem Diener des Arthur – er war ein Bruder von Arthurs Knecht Cacamwri […]
Niemand in Britannien, außer Arthur selber, sei schöner als er und obwohl er nur eine Hand gehabt hätte, wäre er der flinkste Schwertkämpfer in der Schlacht.

## Artusromane

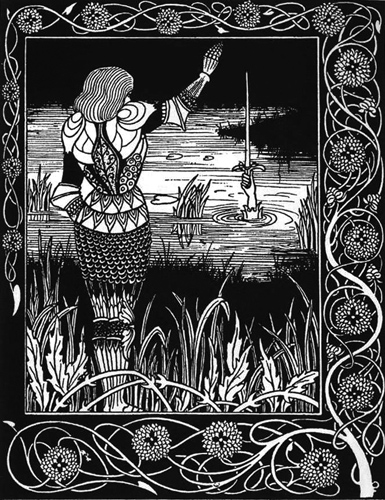
Die Herrin vom See schwingt das von Sir Bedivere in den See geworfene Schwert Excalibur. Illustration von Thomas Malory, Le Morte d'Arthur. London: Dent, 1894.

In Le Morte d'Arthur von Thomas Malory wird Bedivere zur Schlüsselfigur. Als  einzig überlebender Ritter der Schlacht von Camlann, in der selbst Mordred fiel, nachdem er König Artus tödlich verwundet hatte, erhielt er vom sterbenden König den Auftrag, das Schwert Excalibur in den See zu werfen. Dies brachte er jedoch zunächst nicht fertig, sondern versteckte die kostbare Waffe. Der König aber durchschaute ihn und wiederholte seinen Befehl.
Da ging Sir Bedivere, nahm das Schwert rasch aus dem Versteck und trat ans Wasser. Dort band er den Gurt um den Griff und warf das Schwert, so weit er nur konnte, ins Wasser.
Sogleich nahm die Herrin vom See es an, „schwang es dreimal“ und zog es unter Wasser.
Erst jetzt ließ sich der König zum See tragen, wo ihn „eine kleine Barke mit vielen schönen Frauen, von denen drei Königinnen waren“ erwartete, um ihn nach Avalon überzusetzen.
Der Kellermeister Sir Lucan ist Bediveres Bruder und Sir Griflet sein Cousin.
Diesem Roman geht eine mittelenglische Dichtung gleichen Namens voraus, die um 1400 geschaffen wurde. Moderne Nacherzählungen haben Bedivere gleichzeitig als tapferen Gefolgsmann Arthurs und zugleich Liebhaber seiner Gattin Guinevere geschildert. Er übernimmt hier die Rolle von Lancelot bei Chrétien de Troyes.
Gillian Bradshaw lässt in ihrer Artus-Trilogie Die Ritter der Tafelrunde Bedwyr entgegen der Tradierung als Liebhaber von Gwynhwyfar auftreten.

## Sonstiges
Das Landungsschiff der Royal Navy Sir Bedivere ist nach der Sagengestalt benannt.